# Jeff Mills
Pour les articles homonymes, voir Mills.
Jeff Mills (né le 18 juin 1963 à Détroit, dans le Michigan) est un producteur et disc jockey américain de techno. L'un des pionniers du genre, il fait partie, aux côtés de Carl Craig, Mad Mike, James Pennington, Robert Hood ou Blake Baxter, de la seconde vague des artistes techno de Détroit. Il est crédité pour avoir été l'initiateur du style ghettotech.

## Biographie

### Débuts
Né à Détroit, capitale historique de la techno, Jeff Mills fait partie de la même génération que les trois artistes reconnus comme les pionniers de la techno de Détroit : Juan Atkins (né en 1962), Derrick May (né en 1963) et Kevin Saunderson (né en 1964). Contrairement à ceux-ci, Jeff Mills ne commence pas sa carrière en tant que compositeur mais en tant que DJ. Il connaît ainsi une première notoriété dans sa ville natale, en animant sa propre émission musicale sur les stations de radios locales WDRQ et WJLB, préservant son anonymat sous le pseudonyme de « The Wizard » (le sorcier)[source insuffisante].
Sa carrière de producteur ne commence effectivement qu'en 1988 lorsqu’il se lance dans la production, aux côtés de Anthony Srock, avec lequel il forme le duo Final Cut. Leur musique est dans un premier temps orientée vers la house (Deep Into the Cut, 1989) mais sous l'influence de Chris Connelly (du groupe Finitribe Fame) va évoluer vers une musique plus industrielle. En 1989, Jeff Mills rencontre Mad Mike et de cette rencontre naît le label Underground Resistance, officiellement créé en 1990. Jeff Mills quitte Final Cut et se consacre désormais à la techno.
En 1992, Jeff Mills se détache d'Underground Resistance, qui est déjà devenu un véritable collectif d'artistes très politisé. Il quitte Détroit pour New York et y fonde son label Axis (aujourd'hui installé à Chicago). Il collabore alors régulièrement avec le label allemand Tresor et c'est dans l'Europe des raves que sa carrière internationale prend son envol. Jeff Mills devient une star internationale de la techno, tant pour ses prestations à trois platines mêlant aux musiques électroniques du funk et de la soul que pour son travail de producteur. Des morceaux tels que de Sonic Destroyer, The Bells (réédité en 2019) et la plupart des compositions publiées sur son label Purpose Maker sont ainsi considérés comme des classiques du genre techno.
Pourtant, le personnage est plus complexe qu’il n'y paraît et fait preuve d'une ambition artistique qui dépasse le simple cadre de la musique de danse. Si Jeff Mills n'a jamais cessé de produire des maxis destinés aux clubs, cette volonté de toucher un large public s'est toujours accompagnée d'une recherche musicale plus introspective. Ainsi, aux morceaux dansants de son label Purpose Maker répondent les morceaux plus minimalistes et oniriques qui parsèment le catalogue du label Axis.

### Années 2000

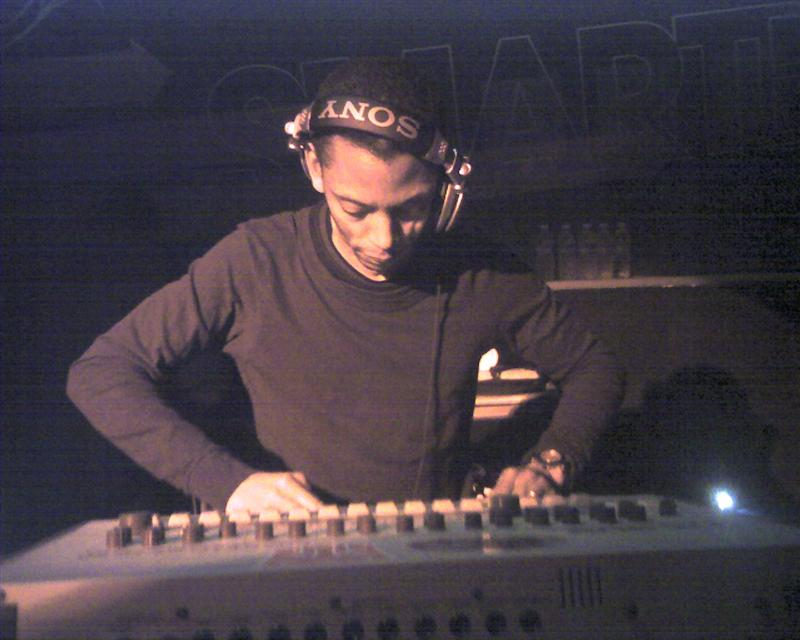
Jeff Mills à Détroit en 2007.

Ancien étudiant en architecture, passionné de cinéma (2001, l'Odyssée de l'espace (2001: A Space Odyssey) reste pour lui un modèle d’œuvre d’art total), Jeff Mills rend sensible par sa musique son goût pour les structures sonores élaborées ainsi que son attrait pour une musique sinon discursive, du moins fortement imagée. À l'occasion de la composition en 2000 d’une nouvelle bande-son pour le film Metropolis de Fritz Lang,, Jeff Mills dira vouloir rompre avec son image de simple DJ techno, fût-il une star, pour renouer avec son inspiration première nourrie d’utopie, de pensée futuriste et d'une passion réelle pour les mondes et « les scénarios extraordinaires » de la science-fiction. Un an plus tard, il conçoit Mono, sculpture-installation dédiée au film de Stanley Kubrick, présentée lors du festival Sónar de Barcelone.
En 2004, Jeff Mills va mettre en suspens sa carrière de simple DJ avec le DVD Exhibitionist, qui présente plusieurs sets de DJ filmés sous différents angles (de face, du dessus et de côté). Cette première approche de la production vidéo se poursuit la même année par l'acquisition d’un tout nouvel outil, le DVJ-X1 publié par Pioneer, platine CD et DVD dédiée aux DJ. Avec cette machine le DJ est ainsi capable de manier à la fois le son mais aussi l'image. Un nouveau domaine de recherche s'ouvre ainsi, concrétisé en 2005 par une commande de MK2 pour la composition d'une nouvelle bande-son pour le chef-d’œuvre du muet Les Trois âges (Three Ages), de Buster Keaton. Ce projet est suivi d'une tournée mondiale, occasion pour Jeff Mills de faire preuve de son tout nouveau talent de VJ.
Si de nouveaux projets associant musique et image sont en préparation, Jeff Mills reste ouvert à d’autres expériences comme en témoigne son concert du 2 juillet 2005 aux côtés de l'Opéra Orchestre national Montpellier, sous la direction d'Alain Altinoglu, projet impulsé par René Koering. À l’occasion du 20e anniversaire du classement du Pont du Gard au Patrimoine mondial de l'UNESCO, Jeff Mills (aux machines) a ainsi interprété aux côtés d'un orchestre classique une sélection de ses compositions, orchestrées pour l'occasion par Thomas Roussel.
Jeff Mills participe à l'exposition Le Futurisme à Paris, présentée au Centre Pompidou du 15 octobre 2008 au 26 janvier 2009, avec une installation audiovisuelle intitulée Critical Arrangements. Le visiteur se trouve plongé dans une ruche mécanique faite de trois vidéos associées à une création sonore spécialement conçue pour cette exposition, inspirée de la musique bruitiste, rappelant les rouages des machines des industries de Detroit.

### Depuis les années 2010

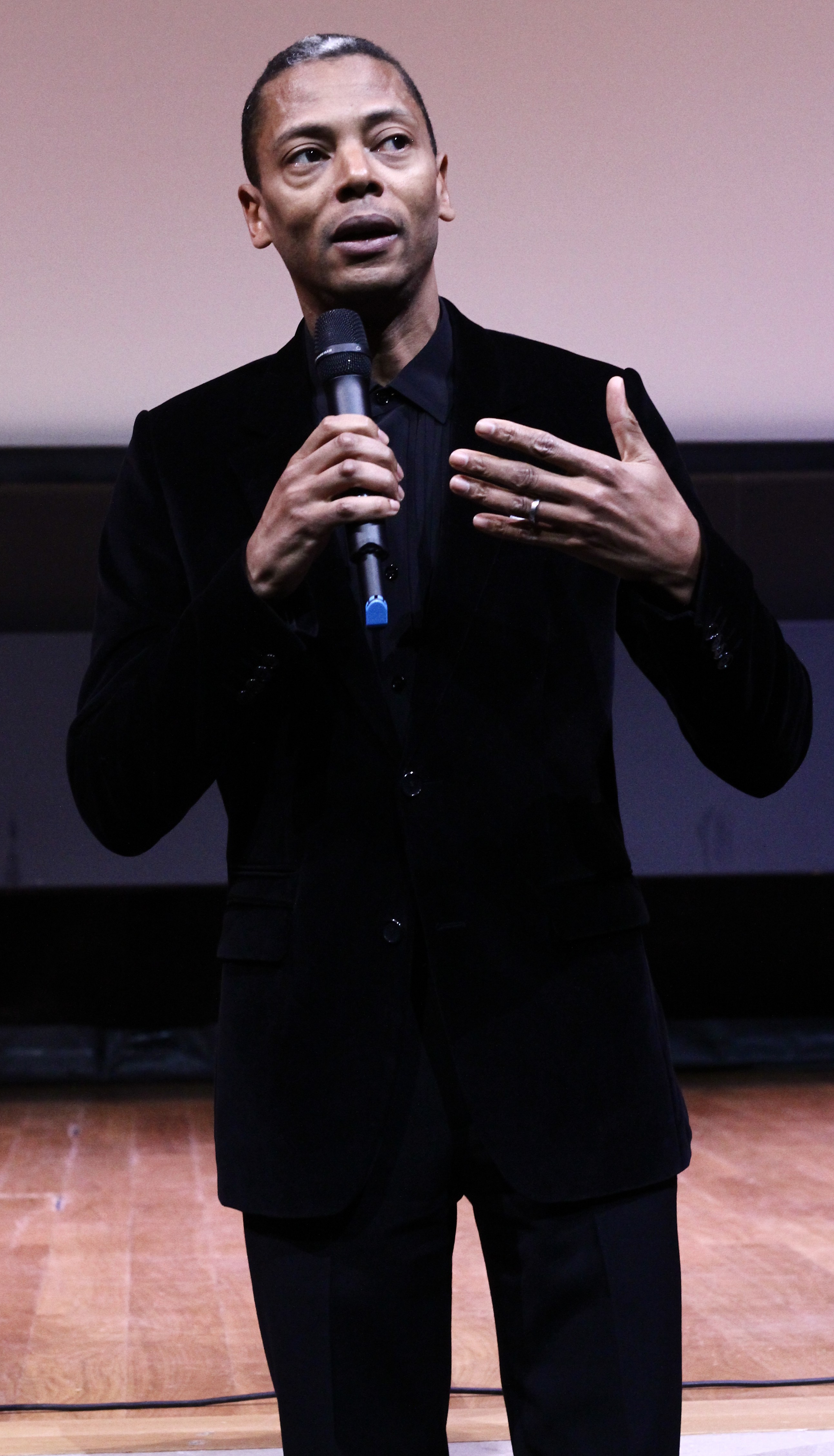
Mills à Paris, en France, en 2014.

Fin 2015, Jeff Mills est présent à l'ADE. Le 18 décembre 2015, Jeff Mills célèbre les 25 ans de son label Axis Records au KompassKlub en Belgique. En 2016, il collabore avec Jean-Michel Jarre à l'occasion de l'album Electronica 2: The Heart of Noise pour le morceau The Architect. En 2017, Jeff Mills est promu au grade d’officier de l'ordre des Arts et des Lettres. La remise de l’insigne est effectuée par Jack Lang.
En 2020, Jeff Mills relance son alias Millsart avec lequel il était resté silencieux depuis 2003. Un total de cinq disques sortent cette même année. En 2024, Jeff Mills sort son projet The Trip : Enter the Black Hole, interprété au Grand Palais en 2008. Le projet parle d'humains partis à la découverte de l'espace, dans la lignée de la passion de l'artiste pour la science-fiction. 
En juillet 2024, il sort son nouvel album The Eyewitness, qui traite de chocs et traumatismes. Il annonce se produire en septembre 2024 à la Fête de l'Humanité.

## Discographie

### Album studio
- 2024 : The Eyewitness

### Sur Underground Resistance
- The Punisher
- The Seawolf / Infiltrator

### Sur Tresor
- Waveform Transmission Vol. 1
- The Extremist
- Waveform Transmission Vol. 3
- Metropolis 2
- Late Night
- Blue Potential, Live With Montpellier Philharmonic Orchestra (co-écrit avec le compositeur Thomas Roussel[15])

### Sur Axis Records
- 4 Art
- Absolutespecial / Highlightspecial / Contactspecial (3x7")
- Actual
- Alarms (Ben Sims Remixes)
- Alpha Centauri
- Apollo EP
- AX-009 A/B
- Axis Copper Edition
- Blade Runner
- Condor To Mallorca (Ken Ishii Remixes)
- Confidentials 1-4
- Confidentials 5-8
- Conquest
- Contact Special (CD)
- Cycle 30
- Expanded
- From The 21st
- From The 21st Pt. 1
- From The 21st Pt. 2
- Free Fall Galaxy (CD)
- Free Fall Galaxy - The Domino Effect (12)
- Gamma Player Compilation Vol. 1 - The Universe by Night (CD)
- Growth
- Infinitespecial / Connectionspecial / Illuminationspecial (3x7")
- Lifelike EP
- Medium
- Metropolis
- More Drama
- One Man Spaceship (CD)
- See The Light Part 1
- See The Light Part 2
- See The Light Part 3
- Suspense / Dramatized
- Syntheticspecial / Transformationspecial / Scenariospecial (3x7")
- Systematic
- The Purpose Maker
- The Bells (10th Anniversary)
- The Bells (DVD Single)
- The Good Robot
- The Other Day
- The Tomorrow Time Forgot
- Time Machine
- Time Mechanic
- Tomorrow
- Very EP

### Sur Purpose Maker
- Circus
- Force Universelle EP
- If / Tango EP
- Java EP
- Jet Set
- Kana
- Kat Moda EP
- Our Man In Havana
- Purpose Maker Live Series
- Skin Deep EP
- Steampit EP
- The Divine EP
- The Electrical Experience
- Vanishing Act EP

### Sur Tomorrow
- Preview (12")
- Time Machine (CD)
- Time Mechanics 02 - Eternity (12")
- Time Mechanics 03 - Adjustments (12")

### Sur d'autres labels
- At First Sight (Sony Music Entertainment (Japon) / React)
- Berlin / Late Night (12", Pow Wow Records)
- Beyond / Dark Matter (12", ULR One)
- Chronicles of Possible Worlds (Seconde Nature / Axis)
- Exhibitionist EP (Music Man)
- Inner Life (React)
- Mix-Up Vol. 2 (Sony Music Entertainment (Japon))
- Shifty Disco EP (International Deejay Gigolo Records)
- The Art Of Connecting (Hardware)
- The Other Day (React)
- Three Ages / Keaton's Theme (MK2 Music)
- Twilight Scenario (NSC Records)
- A Tale from the Parallel Universe (Soma Records)

### Collaborations
- Final Cut (avec Anthony Srock) - The Bass Has Landed / The House Has Landed (Full Effect Records)
- Final Cut - Deep Into the Cut (Full Effect Records)
- Final Cut - Take Me Away (Network Records / Buzz)
- H&M (avec Robert Hood) - Tranquilizer EP (Axis)
- X-101 (avec Robert Hood et Mike Banks) - X-101 (Tresor)
- X-102 (avec Robert Hood et Mike Banks) - OBX-A (Underground Resistance, 1992)
- X-102 - Discovers The Rings of Saturn (Tresor, 1992)
- X-102 - Rediscovers The Rings of Saturn (Tresor, 2008)
- X-102 - Titan EP (Tresor, 2008)
- X-103 - Atlantis (Tresor)
- X-103 - Thephra EP (Axis)
- X-103 - Thera EP (Axis)
- Virus (avec Keisuke Doi) (chorégraphie d'Akaji Maro[16], Festival Montpellier Danse, 2013)

## Vidéothèque
En 2016, Lobster Films sort une nouvelle édition de leur restauration du Voyage dans la Lune de Georges Méliès. Jeff Mills en compose la bande originale.